# Солянка (приток Миусса)
Солянка — река в России, протекает в Саратовской области.

## География и гидрология
Солянка правобережный приток реки Миусс, её устье находится в 4,3 километрах от устья Миусса. Длина реки составляет 14 километров. Площадь водосборного бассейна — 186 км².

## Данные водного реестра
По данным государственного водного реестра России относится к Нижневолжскому бассейновому округу, водохозяйственный участок реки — Большой Иргиз от Сулакского гидроузла и до устья. Речной бассейн реки — Волга от верхнего Куйбышевского водохранилища до впадения в Каспий.
Код объекта в государственном водном реестре — 11010001712112100010136.